# Tasmanian Devil
Tasmanian Devil is een tekenfilmfiguur van Warner Bros, bedacht en uitgewerkt door cartoonist en regisseur Robert McKimson. Hij speelt mee in de Looney Tunes/Merrie Melodies-tekenfilms en staat beter bekend als Taz.
Het personage maakte zijn debuut in het filmpje Devil May Hare uit 1954.

## Personage
Tasmanian Devil is, zoals zijn naam al aangeeft, een antropomorfe Tasmaanse duivel. Zijn uiterlijk is echter sterk afwijkend van dat van de Tasmaanse duivel; hij loopt op twee benen, heeft een woester uiterlijk, en een naar verhouding erg grote mond. Bovenop zijn hoofd heeft hij twee plukken haar die sterk lijken op hoorns, als referentie aan de echte duivel.
Taz is een echte alleseter. Hij peuzelt alles, maar dan ook alles, wat hij tegenkomt op. Hij staat ook vaak in conflict met de andere Looney Tunes-/Merrie Melodiesfiguren, zoals Bugs Bunny en Daffy Duck. Als hij op het verorberingspad is, dan neemt hij de vorm van een kleine tornado aan. Zijn pogingen om meer voedsel te vinden zijn een centrale plot in de filmpjes waarin hij meespeelt.
Taz' woordenschat is niet erg groot. Meestal is het een raar soort gebrabbel dat hij uitkraamt.

## Klassieke tekenfilms
Tasmanian Devil heeft slechts in een handjevol klassieke bioscooptekenfilms (geregisseerd door McKimson) meegespeeld. De rest van zijn acteerwerk was bestemd voor de televisie en de lange Looney Tunes-speelfilms.
- Devil May Hare (1954)
- Bedevilled Rabbit (1957)
- Ducking the Devil (1957)
- Bill of Hare (1962)
- Dr. Devil And Mr. Hare (1964)

## Stemacteurs
Verscheidene acteurs gaven Taz een stemgeluid.
- Mel Blanc (klassieke tekenfilms)
- Dee Bradley Baker (Space Jam)
- Jim Cummings (Tiny Toons, Taz-Mania en Duck Dodgers)
- Brendan Fraser (Looney Tunes: Back in Action)